# Museo nazionale archeologico di Tarragona
Il Museo nazionale archeologico di Tarragona (in spagnolo: Museo Nacional Arqueológico de Tarragona; in catalano: Museu Nacional Arqueològic de Tarragona; MNAT) è un museo archeologico di Tarragona che conserva numerosi reperti di epoca Romana provenienti in larga parte dal sito archeologico di Tarraco.
Il museo, che è gestito dal Dipartimento della cultura del Consiglio esecutivo della Catalogna, include anche la Villa romana di Centcelles, la Necropoli paleocristiana, la Villa dels Munts, il Teatro romano, l'Arco di Berà, la Torre degli Scipioni e lo spazio espositivo Tinglado 4. L'edificio principale del museo è tutelato come Monumento storico.

## Storia
Le origini del museo vanno ricercate nella costituzione del Museo delle antichità, annesso all'Accademia di disegno di Tarragona, operata tra il 1834 e il 1836 su iniziativa di Vicenç Roig i Besora, direttore della stessa accademia che si adoperò insieme ad altri nel recupero di numerosi reperti di epoca romana, emersi prevalentemente in occasione delle trasformazioni urbanistiche che interessarono Tarragona e modificarono l'assetto dei resti dell'antica città di Tarraco; alla costituzione e gestione del museo partecipò anche il governo locale della città.
Il museo ottenne lo status di istituzione pubblica intorno al 1845 su iniziativa della Commissione provinciale dei monumenti, istituita per salvaguardare il patrimonio secolarizzato in seguito alla desamortización operata dal governo di Juan Álvarez Mendizábal nel 1836. Nel 1849 il museo fu trasferito presso la sede della Società archeologica tarraconense dove rimase fino al 1853, quando l'ispettore delle antichità Buenaventura Hernández Sanahuja ne decretò lo spostamento presso il convento di San Domenico, dove rimase per i successivi 100 anni (fatta eccezione per una parantesi durante la Guerra civile spagnola, nell'ambito della quale il governo catalano ordinò lo spostamento delle collezioni presso il Palazzo arcivescovile).
Nel 1960 il museo si trasferì presso una nuova sede, appositamente progettata da Francisco Monravá Soler su un pre-esistente muro romano e realizzata tra il 1940 e il 1943.
A partire dal 2018 l'edificio principale del museo è chiuso per lavori di ristrutturazione e parte della collezione è stata trasferita presso lo spazio espositivo Tinglado 4, ricavato presso un edificio del porto di Tarragona, dove è stata allestita la mostra TARRACO/MNAT.